# Píla (Žarnovica)
Píla (em húngaro: Dóczyfürésze; alemão: Paulisch) é um município da Eslováquia, situado no distrito de Žarnovica, na região de Banská Bystrica. Tem 25,62 km² de área e sua população em 2018 foi estimada em 132 habitantes.

## Demografia
| Ano:        | 1994 | 2004    | 2014   | 2024   |
| ----------- | ---- | ------- | ------ | ------ |
| Broj ljudi: | 175  | 146     | 142    | 130    |
| Razlika:    |      | -16,57% | -2,73% | -8,45% |

| Ano:               | 2023 | 2024   |
| ------------------ | ---- | ------ |
| Número de pessoas: | 126  | 130    |
| Diferença:         |      | +3,17% |